# Corvus DX4
Pour les articles homonymes, voir Corvus (homonymie).
Le Corvus DX4 est un véhicule agricole, utilitaire et militaire léger tout-terrain 4x4 non-blindé de transport tactique espagnol développé par l'entreprise espagnole de Murcie Corvus.

## Description
Il arrive sur le marché dès les années 2020.
Il est motorisé par Yanmar. Le véhicule est aérotransportable. Ce véhicule peut transporter jusqu'à 400kg de charge, y compris 2 hommes avec leur équipage complet. Il est le véhicule remorqueur du drone cible SCR MOAI.

## Caractéristiques techniques
- Poids : jusqu'à 907 kg de charge en remorque freinée, 400 sur véhicule.
- Autonomie : 100 km, réservoir de 40l.
- 3 cylindres[6]
- Vitesse: 60 km/h[7]
- Cylindrée: 993cm2, diesel[8]

## Utilisateurs

### Militaires
Espagnedepuis 2022 en service au sein des forces spéciales pour le Commandement des opérations spéciales (Espagne)

## Véhicules comparables
- M274, plate-forme motorisée plutôt que véhicule
- Fresia F18, plate-forme motorisée plutôt que véhicule
- ARGO ATV véhicule tout-terrain léger et amphibie.
- Haflinger (véhicule)